# Постал
Постал (итал. Postal) је насеље у Италији у округу Болцано, региону Трентино-Јужни Тирол.
Према процени из 2011. у насељу је живело 1555 становника. Насеље се налази на надморској висини од 271 м.

## Становништво
Према резултатима пописа становништва 2011. у општини је живело 1.763 становника.
| 1931. | 1936. | 1951. | 1961. | 1971. | 1981. | 1991. | 2001. | 2011. |
| ----- | ----- | ----- | ----- | ----- | ----- | ----- | ----- | ----- |
| 861   | 948   | 1.006 | 1.032 | 1.158 | 1.164 | 1.268 | 1.435 | 1.763 |